# Tunic
Tunic (укр. Туніка), раніше називалася Secret Legend (укр. Таємна легенда) — пригодницька відеогра 2022 року, розроблена Isometricorp Games та випущена Finji. Події гри розгортаються у фантастичному світі, гравець керує антропоморфною лисицею, що має звільнити дух лисиці, що потрапив у пастку. Передісторія завуальована, більшість тексту подається штучною мовою, яку гравець не повинен перекладати. Ізометрична перспектива Tunic приховує численні шляхи та секрети. Гравець відкриває для себе ігровий процес і сетинг, досліджуючи й знаходячи ігрові сторінки посібника, які містять підказки, малюнки та примітки.
Дизайнер Ендрю Шолдіс розробляв Tunic протягом семи років як свою першу велику гру. Він почав працювати над нею як над сольним проєктом у 2015 році, бажаючи поєднати складний ігровий процес із ніжним візуальним та звуковим дизайном. Він надихався своїм дитячим досвідом гри на Nintendo Entertainment System у The Legend of Zelda (1986), і намагався зрозуміти інструкції до ігор, для яких йому не вистачало контексту. У 2015 році до нього приєдналися композитор Теренс Лі та аудіодизайнер Кевін Реґеймі, а у 2017 році — продюсер Фелікс Крамер. Того ж року до проєкту приєднався видавець Finji, а публічний анонс Tunic відбувся на E3 2017. У 2020 році розробник Ерік Біллінґслі та композитор Дженіс Кван долучилися до роботи над грою.
Tunic вийшла для macOS, Windows, Xbox One та Xbox Series X/S у березні 2022 року, а у вересні — для Nintendo Switch, PlayStation 4 та PlayStation 5. Вона отримала позитивні відгуки, з великою кількістю похвал за естетику, дизайн та ігровий процес, але з деякою критикою за нерівномірну складність і можливість для гравців застрягти. Гра отримала нагороду «Видатне досягнення для незалежної гри» на 26-й щорічній церемонії нагородження D.I.C.E. Awards, а також нагороди «Художнє досягнення» та «Дебютна гра» на 19-й церемонії вручення нагород Британської академії ігор. Крім того, її було номіновано в кількох інших категоріях на цих преміях, а також на інших преміях, таких як The Game Awards 2022, Golden Joystick Awards, 23-а церемонія Game Developers Choice Awards та Фестиваль незалежних ігор.

## Ігровий процес
Tunic — це пригодницька гра, дія якої розгортається на руїнах постапокаліптичного фентезійного світу, в якому неназваний персонаж гравця, антропоморфний лис, орієнтується на місцевості та бореться з ворожими істотами. Гравцеві спочатку не дають жодних вказівок чи інструкцій, а більшість тексту в грі написана штучною мовою, лише деякі слова представлені обраною гравцем мовою, наприклад, українською. Тривимірна місцевість зазвичай відображається з ізометричного погляду, хоча в певні моменти гри точка зору переміщується.
Персонаж може пересуватися ігровим світом, бігаючи та ухиляючись, перекочуючись; після перекочування лисиця може бігти швидше, доки не зупиниться. Ізометрична точка зору приховує численні шляхи та секрети. Гравець може вільно досліджувати ігровий світ і немає ніякого обов'язкового шляху, яким він повинен слідувати; хоча багато зон вимагають певних дій або предметів для нормального входу, що створює загальний порядок у грі, для більшості з них існують альтернативні способи входу.
В інтерфейсі є лічильники здоров'я, витривалості та магії лиса. Такі дії, як перекидання, обмежені використанням витривалості, яка поповнюється через кілька секунд. По всьому ігровому світу розкидані скрині, які містять предмети, зброю або монети, які гравець може збирати. Предмети також можна придбати за монети у примарних торговців, яких можна знайти на кількох прихованих стежках. Деякі предмети, такі як зілля, відновлюють здоров'я, витривалість або магію лиса. Інші предмети можна використовувати за монети, щоб збільшити максимальний рівень здоров'я, витривалості або магії лиса. Tunic не має рівнів складності, але має опції в меню доступності, щоб лисиця не могла втратити витривалість або здоров'я.
Зброя може мати різні ефекти: палицею або мечем можна замахнутися на ворогів, щоб завдати їм шкоди, щитом можна блокувати атаки коштом витривалості, а магічна зброя може використовувати магію для стрільби снарядами, уповільнення часу або схоплення ворогів батогом. Бомби можна використовувати, щоб викликати вибухи або спалахи вогню, які можуть підпалити ворогів або лисицю. Вороги переслідуватимуть і атакуватимуть лисицю, коли побачать її, і помруть, якщо отримають достатньо пошкоджень, даючи гравцеві монети. Гравець може вибрати певних ворогів, щоб автоматично спрямовувати їхні атаки; це також зміщує камеру, яка може виявити приховані проходи або об'єкти. Якщо гравець помирає, він утрачає частину своїх монет, а замість персонажа залишається дух, який можна повернути до життя в наступному проходженні. Наприкінці деяких зон знаходиться унікальний ворог-бос, якого, на відміну від звичайних ворогів, потрібно перемогти, щоб просунутися далі.
По всьому ігровому світу розташовані святилища з великою статуєю лисиці; стояння на колінах перед цими святинями відновлює здоров'я і магію лисиці, а також оживляє всіх переможених ворогів. У деяких місцях також є механізм телепорту у вигляді золотої платформи, який дозволяє лисиці потрапити у примарне царство, звідки вона може вийти через іншу золоту платформу у світі.
Також по всьому ігровому світу присутні сторінки посібника з гри, який не існує поза грою. Коли гравець збирає елементи сторінки, сторінки додаються до посібника в інтерфейсі гри, до якого гравець може звернутися в будь-який час. Як і ігровий текст, більша частина посібника написана штучною мовою, і гравець не стикається зі сторінками в певному порядку. Малюнки, карти, схеми та рукописні нотатки на сторінках посібника дають гравцеві підказки про те, як працює гра і куди рухатися далі, наприклад, зображення лисиці, яка приносить предмети до святині, хоча в іншому випадку немає жодних вказівок на те, що її можна використовувати в такий спосіб.

## Огляди
| Агрегатор  | Оцінка                                             |
| ---------- | -------------------------------------------------- |
| Metacritic | (NS) 88/100 (PC) 85/100 (PS5) 86/100 (XSXS) 86/100 |

| Видання        | Оцінка  |
| -------------- | ------- |
| Destructoid    | 9/10    |
| Game Informer  | 9.75/10 |
| GameSpot       | 9/10    |
| IGN            | 9/10    |
| Jeuxvideo.com  | 17/20   |
| PC Gamer (США) | 86/100  |

Критики були «загалом прихильні» до гри, згідно з агрегатором оглядів Metacritic; вона увійшла до 30 найкращих ігор року за сукупною оцінкою для ПК, Xbox Series X/S та PlayStation 5, а також стала восьмою за рейтингом грою року для Nintendo Switch. Ігровий процес отримав високу оцінку, хоча деякі аспекти були сприйняті неоднозначно. Численні рецензенти описували бої як складні, але такі, що приносять задоволення; Jeuxvideo.com дійшли висновку, що розробники намагалися зробити гру достатньо складною, щоб гравець відчував себе небажаним у цьому світі. Виданням PC Gamer та IGN також сподобалися битви з босами, причому PC Gamer вважає їх навіть кращими за решту боїв, хоча Ґродт з Game Informer та Брендан Колдвелл з Rock, Paper, Shotgun вважають, що вони занадто складні порівняно з рештою гри. Game Informer, однак, разом з оглядачами GameSpot та Jeuxvideo, привітав опції доступності, що полегшують бойові дії, оскільки вони дозволяють гравцям продовжувати досліджувати гру, не обмежуючись боєм. Рецензенти загалом описували гру як суміш між ігровим процесом ігор Zelda та Souls або як данину поваги цим іграм.

## Нагороди
Tunic отримала нагороду за видатні досягнення в незалежній грі на 26-й щорічній церемонії нагородження D.I.C.E. Awards, а також нагороди за художні досягнення та дебютну гру на 19-й церемонії вручення нагород Британської академії ігор. Крім того, гру було номіновано в кількох інших категоріях на цих преміях, а також на інших преміях, таких як The Game Awards 2022, Golden Joystick Awards, 23-а церемонія Game Developers Choice Awards та Фестиваль незалежних ігор.
| Нагорода                                | Категорія                                     | Результат        | Примітки      |
| --------------------------------------- | --------------------------------------------- | ---------------- | ------------- |
| 2022 Golden Joystick Awards             | Найкраща інді-гра                             | Номінація        | [ 18 ] [ 22 ] |
| The Game Awards 2022                    | Найкраща незалежна гра                        | Номінація        | [ 19 ]        |
| The Game Awards 2022                    | Найкраща гра в жанрі пригодницького бойовика  | Номінація        | [ 19 ]        |
| The Game Awards 2022                    | Найкраща нова інді-гра                        | Номінація        | [ 19 ]        |
| 26-а щорічна D.I.C.E. Awards            | Видатні досягнення у створенні гри            | Номінація        | [ 16 ]        |
| 26-а щорічна D.I.C.E. Awards            | Видатні досягнення в дизайні гри              | Номінація        | [ 16 ]        |
| 26-а щорічна D.I.C.E. Awards            | Видатні досягнення у створенні незалежної гри | Перемога         | [ 16 ]        |
| 26-а щорічна D.I.C.E. Awards            | Пригодницька гра року                         | Номінація        | [ 16 ]        |
| 23-я Game Developers Choice Awards      | Гра року                                      | Номінація        | [ 20 ] [ 23 ] |
| 23-я Game Developers Choice Awards      | Найкраща візуальна складова гри               | Почесна відзнака | [ 20 ] [ 23 ] |
| 23-я Game Developers Choice Awards      | Найкращий дизайн                              | Номінація        | [ 20 ] [ 23 ] |
| 23-я Game Developers Choice Awards      | Найкращий дебют                               | Номінація        | [ 20 ] [ 23 ] |
| 23-я Game Developers Choice Awards      | Найкращий звуковий супровід                   | Почесна відзнака | [ 20 ] [ 23 ] |
| Фестиваль незалежних ігор               | Велика премія Шеймаса МакНеллі                | Номінація        | [ 21 ]        |
| Фестиваль незалежних ігор               | Майстерність у створенні візуальної складової | Номінація        | [ 21 ]        |
| Фестиваль незалежних ігор               | Майстерність у створенні звукового супроводу  | Номінація        | [ 21 ]        |
| 19-а нагорода Британської академії ігор | Художнє досягнення                            | Перемога         | [ 17 ]        |
| 19-а нагорода Британської академії ігор | Звукове досягнення                            | Номінація        | [ 17 ]        |
| 19-а нагорода Британської академії ігор | Нова гра                                      | Перемога         | [ 17 ]        |
| 19-а нагорода Британської академії ігор | Ігровий дизайн                                | Номінація        | [ 17 ]        |
| 19-а нагорода Британської академії ігор | Музика                                        | Номінація        | [ 17 ]        |